# Station Aumale
Station Aumale is een spoorwegstation in de Franse gemeente Aumale.

## Treindienst
| Serie | Treinsoort | Route                                             | Bijzonderheden |
| ----- | ---------- | ------------------------------------------------- | -------------- |
| P 30  | TER (SNCF) | Beauvais – Abancourt – Aumale – Eu – Tréport-Mers |                |